# 島津忠高
島津 忠高（しまづ ただたか）は、江戸時代前期の大名。日向国佐土原藩4代藩主。国久、久英とも名乗る。官位は従五位下・飛騨守。

## 略歴
3代藩主・島津久雄の長男として江戸にて誕生。幼名は又四郎。
寛文3年（1663年）、父の死去により跡を継ぐ。寛文6年（1666年）、幕府に反抗的であった日蓮宗不受不施派の日講が佐土原に配流されるとその講義を受け、やがて帰依した。藩政においては藩士の格式や知行の制定など、人事面の確立に尽力している。
延宝4年（1676年）8月11日、26歳で死去した。死後、子の万吉丸（後の惟久）は幼少のため、従弟の久寿が養子となって跡を継ぐこととなった。法号は松厳院殿隆誉崇雲良心居士。墓所は宮崎県宮崎市佐土原町の高月院。

## 系譜
父母
- 島津久雄（父）
- 御満、徳雲院 ー 島津光久の長女（母）

正室
- 亀井茲政の娘

側室
- 松寿院 ー 竹井満直の娘

子女
- 島津惟久（長男）生母は松寿院（側室）

養子
- 島津久寿 ー 島津久富[1]の長男